# Simu Liu
Simu Liu (chinês tradicional: 劉思慕, chinês simplificado: 刘思慕, pinyin: Liú Sīmù) é um ator sino-canadense. É mais conhecido pelo papel de Jung na série Kim’s Convenience, da CBC Television, e pelo papel de Shang-Chi no filme Shang-Chi e a Lenda dos Dez Anéis (2021), no Universo Cinematográfico Marvel (UCM).

## Biografia
Liu nasceu em Harbin, China e imigrou para o Canadá aos cinco anos de idade. Foi criado em Erin Mills, uma área de Mississauga, Ontário.
Frequentou a Universidade de Toronto durante o ensino médio. Para pós-secundário, Simu estudou dois anos na Universidade de Ontário Ocidental e passou dois anos estudando finanças e contabilidade na Ivey Business School. Trabalhou como contabilista na Deloitte, mas acabou por ser despedido. Ele decidiu explorar outras opções de carreira antes de decidir seguir uma carreira como ator.
Em julho de 2019 foi anunciado como protagonista no filme Shang-Chi and the Legend of the Ten Rings do Universo Cinematográfico Marvel. A escolha de seu nome o surpreendeu.
Em março de 2025, foi anunciado que Simu Liu reprisaria seu papel de Shang-Chi no novo filme da Marvel Studios Avengers: Doomsday.